# La Beauté du diable (série télévisée)
Pour les articles homonymes, voir La Beauté du diable.
La Beauté du diable (Anjo Mau) est une telenovela brésilienne en 173 épisodes de 30 minutes, écrite par Maria Adelaide Amaral et diffusée entre le 8 septembre 1997 et le 27 mars 1998 sur le réseau Globo.
En France, elle a été diffusée du 16 octobre 2000 au 20 juillet 2001 sur Téva et rediffusée du 15 octobre 2001 au 19 juillet 2002, toujours sur Téva. En Martinique, elle a été diffusée de 2006 à 2007 sur ATV, à La Réunion, sur Télé Réunion.

## Synopsis
Ce feuilleton raconte l'ascension sociale de la jeune ouvrière Nice, dont le père adoptif est le chauffeur de la riche famille Medeiros, à São Paulo. Nice est amoureuse du fils aîné de la famille, le séduisant Rodrigo, qui seconde son père le vieil Eduardo Medeiros à la tête de l'entreprise familiale. Mais Rodrigo est fiancé à la belle et sensuelle Paula Novaes, fille du riche Raoul Novaes. Nice va réussir à se faire engager chez les Medeiros comme nounou du petit Théo, fils de la sœur de Rodrigo.

## Distribution
- Glória Pires (VF : Bernadette Mouzon) : Nice Noronha
- Kadu Moliterno (pt) (VF : Patrick Donnay) : Rodrigo Medeiros
- Alessandra Negrini (VF : Carole Baillien) : Paula Novaes
- Lavínia Vlasak (VF : Tania Garbarski) : Lígia Furtado
- Mauro Mendonça (pt) (VF : François Mairet) : Rui Novaes

## Commentaires
Maria Adelaide Amaral a signé là une nouvelle version du feuilleton Anjo Mau de Cassiano Gabus Mendes, produit et diffusé par TV Globo en 1976. Cette première version était en noir et blanc.
L'actrice Susana Vieira, qui jouait le rôle principal dans la version de 1976 (inédite en France), fait une apparition clin d'œil dans cette nouvelle version : dans le dernier épisode elle joue le rôle de la nouvelle nounou.